# Cebrennus castaneitarsis
Cebrennus castaneitarsis är en spindelart som beskrevs av Simon 1880. Cebrennus castaneitarsis ingår i släktet Cebrennus och familjen jättekrabbspindlar. Inga underarter finns listade i Catalogue of Life.